# Dzieci kukurydzy VII: Objawienie
Dzieci kukurydzy VII: Objawienie (tytuł oryg. Children of the Corn: Revelation) − amerykańsko-kanadyjski film fabularny z 2001 roku, szósty z kolei sequel horroru Dzieci kukurydzy (1984). Obraz wyreżyserował Guy Magar, w rolach głównych wystąpili: Claudette Mink, Michael Ironside, Kyle Cassie i Crystal Lowe. Projekt został wydany wyłącznie na rynku video, jego premiera nastąpiła w październiku 2001.

## Obsada
- Claudette Mink − Jamie
- Kyle Cassie − detektyw Armbrister
- Michael Ironside − ksiądz
- Crystal Lowe − Tiffany
- Michael Rogers − Stan
- Troy Yorke − Jerry
- Louise Grant − Hattie Soames
- Sean Smith − Abel, dziecięcy kaznodzieja